# シコルスキー S-7
シコルスキー S-7
- 設計者：イーゴリ・シコールスキイ[1]
- 製造者：
- 運用者：ロシア帝国、ブルガリア[1]
- 初飛行：1912年7月[2]
- 生産数：1機[1]

シコルスキー S-7（英語: Sikorsky S-7、ロシア語: Сикорский С-7）は、ロシア帝国で開発された単発単葉機。

## 概要

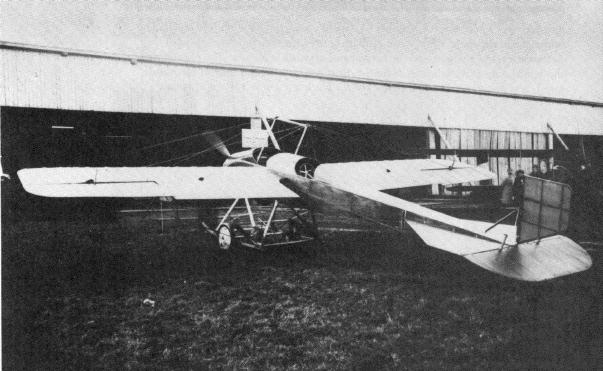
後方から

イーゴリ・シコールスキイが開発した初の単葉機で、1912年8月にサンクトペテルブルクでロシア帝国軍が開催した国際軍事競技会に向けて製造された機体である。胴体は合板製で、操縦席の前方に2名分の座席が並列に配置されており、便乗者が搭乗できた。エンジンは70馬力のノーム ラムダである。機体の主翼・尾翼・着陸装置の部品は、先に製造されたシコルスキーS-6Aから流用されている。
1912年7月に完成し、同月に初飛行した。国際軍事競技会には参加したが、着陸装置を損傷して終わっている。修理の上、1913年からは練習機として使用されていたが、1914年にブルガリア陸軍に売却された。第一次世界大戦にも参加している。

## 要目
- 乗員：3名[1]
- 全長：8.2 m[1]
- 全幅：10.0 ｍ[1]
- エンジン：ノーム ラムダ（70馬力）×1基[1]
- 最大速度：108 km/h[1]
- 重量：776 kg[1]